# Polizistenmord in Georgensgmünd 2016
Koordinaten: 49° 11′ 14″ N, 11° 0′ 22″ O

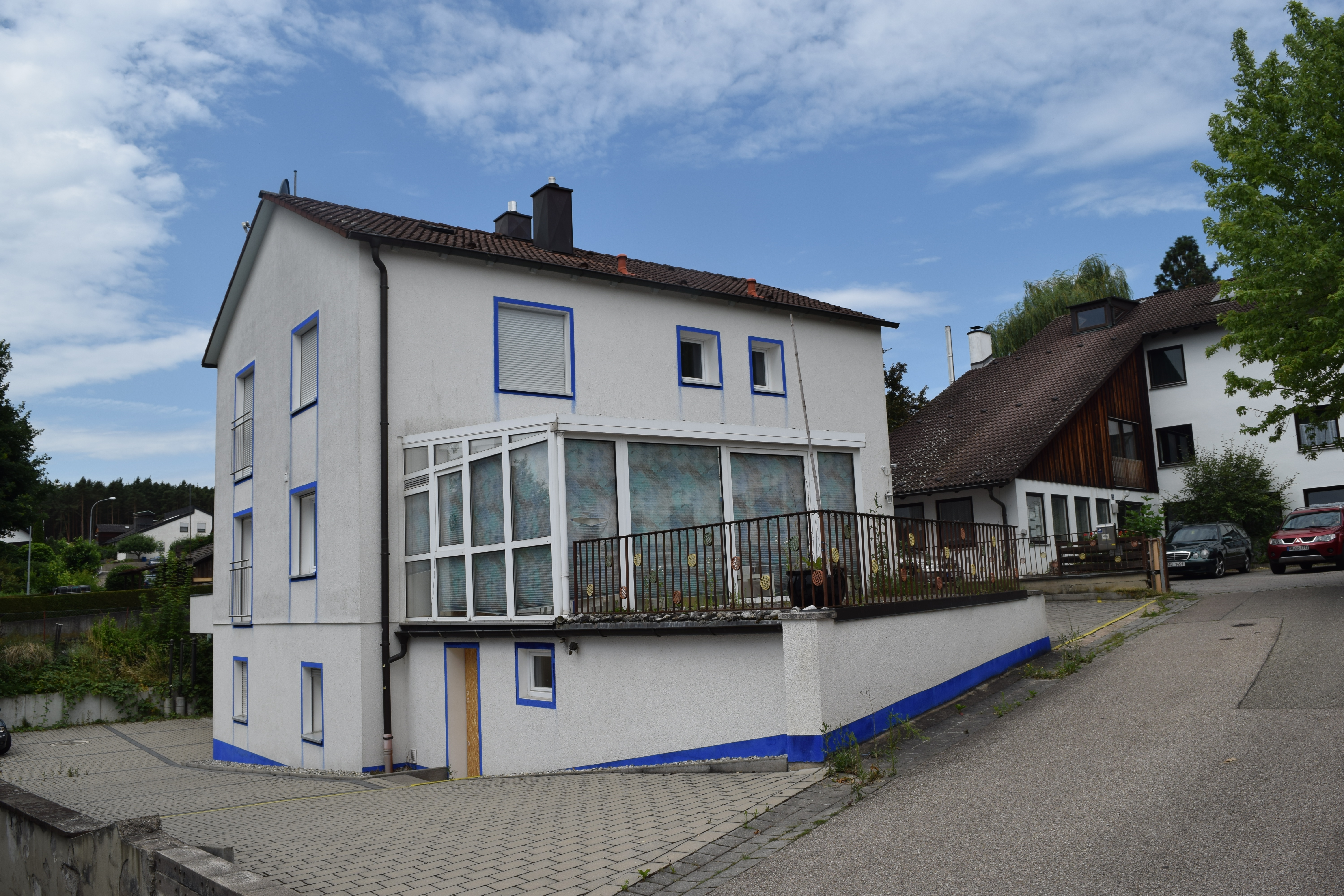
Ostansicht des Tatortanwesens achteinhalb Monate nach dem Einsatz

Beim Polizistenmord in Georgensgmünd wurde am 19. Oktober 2016 in Georgensgmünd (Bayern) ein Beamter des Spezialeinsatzkommandos Nordbayern (SEK) der Bayerischen Polizei von Wolfgang Plan, einem Anhänger der Reichsbürgerbewegung, erschossen und drei weitere Beamte angeschossen. Der Fall wurde wegen des politischen Hintergrundes von europäischen Medien aufgegriffen und löste eine bundesweite Diskussion um den Zusammenhang zwischen „Reichsbürgerbewegung“ und dem aktiven Rechtsextremismus und um ihre Überwachung durch den Verfassungsschutz aus.

## Tatablauf
Nach dem Entzug der Waffenbesitzkarte von Wolfgang Plan sollten die in dessen Haus gelagerten Waffen beschlagnahmt werden. Die Polizei sah eine besondere Gefährdung gegeben und so wurde das SEK der bayerischen Polizei eingesetzt. Am Morgen des 19. Oktober 2016 drang das SEK um 6 Uhr in das Haus des „Reichsbürgers“ ein. Die Polizei hatte zuvor bewusst mit Blaulicht und Martinshorn auf sich aufmerksam gemacht, um zu verhindern, dass Wolfgang Plan glauben könnte, Einbrecher wollten frühmorgens in sein Haus eindringen, sagte der Polizeipräsident von Mittelfranken, Johann Rast. Der Mann befand sich in einem abgeschlossenen Raum im oberen Stockwerk und hatte Waffen griffbereit. Er trug, ebenso wie die eingesetzten Beamten, eine beschusshemmende Weste. Durch eine geschlossene Tür eröffnete er sofort mit einer Kurzwaffe das Feuer auf die Beamten. In der Folge kam es zu einem Schusswechsel, bei dem vier Polizisten verletzt wurden. Ein 32-jähriger Beamter wurde so schwer verletzt, dass er in den frühen Morgenstunden des Folgetages an seinen Schussverletzungen starb. Ein Beamter wurde am Oberarm getroffen und zwei weitere wurden durch Glassplitter verletzt. Das SEK konnte den Mann nach dem Schusswechsel festnehmen.

## Hintergrund
Der als Anhänger der „Reichsbürgerbewegung“ bekannte Wolfgang Plan (* 1967) besaß legal 31 Waffen. Gemäß Aussagen von Vertretern der Gemeinde habe der Mann im Januar 2016 seinen Pass abgeben und seine Staatsbürgerschaft aufgeben wollen. Kurze Zeit später habe er nach Informationen des Berliner Tagesspiegels dem Landratsamt Roth mitgeteilt, er fühle sich keiner Gemeinde mehr zugehörig, melde seinen Wohnsitz ab und sei „nach unbekannt verzogen“, obwohl er Eigentümer des Hauses war und weiter dort wohnte. Seinen Briefkasten montierte er ab. Im Frühjahr 2016 habe er schließlich sein Gewerbe abgemeldet: Er betrieb in dem Ort ein kleines Kampfsportstudio, in dem er auch Gewaltpräventionskurse angeboten hatte.
Ungefähr zur gleichen Zeit schaltete Wolfgang Plan eine Zeitungsannonce, in der er das Grundgesetz ablehnte. Später verweigerte er Mitarbeitern des Landratsamtes den Zutritt zu seinem Haus und lehnte eine Kontrolle seiner Waffen ab, berichtete der bayerische Innenminister Herrmann später. Der Mann sollte schließlich seine legal erworbenen Waffen abgeben, „da sich zunehmend der Eindruck der Unzuverlässigkeit eingestellt hat“, sagte Herrmann.
Die Nürnberger Rechtsextremismus-Expertin Birgit Mair stufte den Mann als „extrem Rechten“ ein. Bei Facebook war er mit einem Redner und Organisator von Nügida befreundet. Dieser Ableger der fremdenfeindlichen „Bürgerbewegung“ wird vom bayerischen Verfassungsschutz als rechtsextremistisch eingestuft und beobachtet. Gemäß Mair mache das Facebook-Profil des Mannes einen verwirrten Eindruck. Unter anderem hatte der Mann eine Fotomontage geteilt, auf der dazu aufgerufen wird, Mitglieder der Bundesregierung zu hängen, sie umfasst auch antisemitische Andeutungen und Verschwörungstheorien über Juden.
Die bayerischen Ermittlungs- und Verfolgungsbehörden hatten laut Medienberichten bei ihrem Vorgehen in Georgensgmünd einen Vorfall im Sommer 2016 in Sachsen-Anhalt berücksichtigt. In der Gemeinde Elsteraue schoss am 25. August 2016 der „Reichsbürger“ Adrian Ursache auf das SEK der Polizei Sachsen-Anhalt, um die Zwangsräumung seines Grundstücks zu verhindern. Ursache hatte zuvor behauptet, auf diesem Grundstück den Staat „Ur“ gegründet zu haben.

## Ermittlungen
Die Staatsanwaltschaft Nürnberg-Fürth übernahm die Ermittlungen. Gegen Wolfgang Plan wurde am 20. Oktober 2016 Haftbefehl wegen Mordes in Tateinheit mit versuchtem Mord und gefährlicher Körperverletzung erlassen. Die Kriminalpolizei Schwabach richtete eine Soko „Reichsbürger“ ein.
Am 24. Oktober 2016 wurde im Zusammenhang mit dem „Reichsbürger“ aus Georgensgmünd im oberfränkischen Forchheim durch das SEK ein Mann vorübergehend festgenommen. Gegen ihn hatte die Staatsanwaltschaft Nürnberg-Fürth ebenfalls Haftbefehl beantragt. Dieser kam am 27. Oktober wieder auf freien Fuß. Außerdem wurde eine Wohnung in dem Ort durchsucht und ein Wohnmobil sichergestellt.
Am gleichen Tag fand in Franken ein Mann mehrere Kisten mit Munition und mehrere Gewehre an der Kreisstraße RH 1 in Höhe Oberfichtenmühle/Holzgut am Waldrand bei Hagershof. Die Kripo Schwabach konnte die Waffen zweifelsfrei Wolfgang Plan zuordnen.
Ende November 2016 entließ die Polizei in Franken mit sofortiger Wirkung zwei Beamte. Der Oberkommissar und der Hauptkommissar wurden vom Dienst suspendiert, weil sie Kontakt zu Wolfgang Plan hatten, teilte die Staatsanwaltschaft Nürnberg-Fürth und das Polizeipräsidium Mittelfranken mit. Beide waren laut den Ermittlern Mitglieder einer WhatsApp-Gruppe, der auch der Täter angehörte, und möglicherweise hatten sie auch persönlichen Kontakt zu ihm. Die Auswertung der Chatverläufe zeigte laut Staatsanwaltschaft, dass einer der Polizisten möglicherweise Dienstgeheimnisse an den Reichsbürger weitergegeben hatte. „Es wurde festgestellt, dass eine Abfrage des Beschuldigten aus Georgensgmünd durchgeführt und ihm mitgeteilt wurde“, teilte die Staatsanwaltschaft mit. Bei beiden Polizisten wurden Durchsuchungen durchgeführt. Gegen einen der beiden Polizisten ermittelt die Staatsanwaltschaft wegen „Beihilfe zum Totschlag durch Unterlassen“. Er hatte, obwohl es ihm bekannt war, seine Kollegen nicht darüber informiert, dass Wolfgang Plan gewalttätig und schwer bewaffnet war.

## Prozess
Knapp ein halbes Jahr nach der Tat erhob die Staatsanwaltschaft Nürnberg-Fürth im April 2017 Anklage gegen Wolfgang Plan und warf ihm unter anderem Mord und versuchten Mord vor. Nach Überzeugung der Staatsanwaltschaft rechnete Plan mit dem Polizeieinsatz und hatte sich entsprechend vorbereitet. Deswegen sah sie die Mordmerkmale Heimtücke und niedrige Beweggründe gegeben.
Das Landgericht Nürnberg-Fürth verurteilte Wolfgang Plan am 23. Oktober 2017 wegen Mordes und zweifachen versuchten Mordes zu lebenslanger Haft. Eine besondere Schwere der Schuld sah die Kammer nicht. Damit kann Plan vorzeitig aus der Haft entlassen werden. Seine Anwältin kündigte an, in Revision zu gehen.
Mit Beschluss vom 23. Januar 2019 wies der Bundesgerichtshof die Revision zurück. Die Annahme von Heimtücke sei zwar fraglich, die von niedrigen Beweggründen aber nicht zu beanstanden.
Die Staatsanwaltschaft erhob zudem Anklage gegen einen Polizeikommissar. Der Beamte soll vom Waffenbesitz des Mannes und dessen Kontakten zu anderen Reichsbürgern gewusst, aber nichts unternommen haben. Vor dem SEK-Einsatz hatte der Mann demnach per Handy-Chat Verbindungen zu Wolfgang Plan unterhalten. Der beschuldigte Beamte wurde Mitte November 2016 vom Dienst suspendiert. Laut Staatsanwaltschaft war der Polizist dazu verpflichtet, seine Erkenntnisse zu melden. Möglicherweise hätte die Schießerei verhindert werden können. Das Landgericht Nürnberg-Fürth lehnte die Eröffnung des Hauptverfahrens im Juni 2017 jedoch ab und gab den Fall zurück an die Staatsanwaltschaft. Die sofortige Beschwerde der Staatsanwaltschaft Nürnberg-Fürth gegen die Entscheidung des Landgerichts wurde im November 2017 vom Oberlandesgericht Nürnberg als unbegründet verworfen.

## Reaktionen
Die Gewaltbereitschaft des „Reichsbürgers“, die einen Beamten das Leben kostete, löste eine politische Debatte über die Bewertung und den Umgang mit der sogenannten „Reichsbürgerbewegung“ aus.
Bundesinnenminister Thomas de Maizière (CDU) sprach von einer „entsetzlichen Nachricht“ und beauftragte den Verfassungsschutz, dessen bisherige Bewertungen der „Reichsbürger“ zu überprüfen. Der Innenminister von Bayern Joachim Herrmann (CSU) kündigte an, allen „Reichsbürgern“, die legal eine Waffe besäßen, solle diese nun entzogen werden. Aus dem Bundestag gab es Kritik, dass die von de Maizere angekündigte Überprüfung nicht schon früher erfolgt war. Uli Grötsch (SPD) sagte: „Wir müssen es endlich beim Namen nennen: Das sind knallharte Neonazis, sonst nichts.“ Damit müssten allen „Reichsbürgern“, wie allen anderen Rechtsextremen ihre Waffen sofort entzogen werden.
Vertreter der Gewerkschaft der Polizei bezeichneten den Angriff als traurigen Höhepunkt der absurden Umtriebe der „Reichsbürgerbewegung“ und bekräftigten die Forderung der Gewerkschaft, die Reichsbürger mit allen dem Staat zur Verfügung stehenden Mitteln bundesweit mit aller Härte des Gesetzes in die Schranken zu weisen.
Das Bundesamt für Verfassungsschutz sah trotz der politischen Forderungen die Voraussetzungen für eine Überwachung noch nicht erfüllt. Nach einem Bericht des Kölner Stadt-Anzeigers wolle man die „Reichsbürgerbewegung“ voraussichtlich nicht überwachen, da die deutschlandweit einigen Mitglieder zwar nicht ungefährlich, aber auch nicht alle tatsächlich rechtsextremistisch seien, so die Begründung.
Dagegen erklärte der Verfassungsschutzpräsident des Landesamts Bayern Burkhard Körner, die Beobachtung der Reichsbürgerszene sei in den Monaten vor der Tat bereits intensiviert worden und dieser Weg würde mit noch größerem Nachdruck weitergegangen. Die Szene gewinne an Dynamik und auch die klar rechtsextremistischen Teile versuchten, größer und schlagkräftiger zu werden. Bei der Beobachtung einzelner Personen liege der Fokus des Amtes vor allem auf jenen, die als gewaltorientiert einzustufen seien und auf den waffenrechtlichen Erlaubnissen dieses Personenkreises.
Der Fall lenkte auch die Aufmerksamkeit auf „Reichsbürger“ im Staatsdienst. Mehrere Polizisten im gesamten Bundesgebiet mit entsprechender Haltung wurden überprüft und teilweise suspendiert. Die innenpolitische Sprecherin der Grünen in Bayern Katharina Schulze kritisierte, dass erst nach der Gewalttat vom CSU-Innenminister endlich zu erfahren gewesen sei, dass es auch in der bayerischen Polizei solche „rechtsnationalen Reichsfanatiker“ gebe. Es müsse nun geklärt werden, ob es auch in anderen Bereichen, etwa im bayerischen Justizvollzug, „Reichsbürger“ gebe.
Der getötete Beamte stammte aus Mecklenburg-Vorpommern; die Polizei Bayern und die Polizei Mecklenburg-Vorpommern trugen bis zur Beerdigung des Beamten Trauerflor an allen Fahrzeugen.
Am 29. Oktober 2016 fand ein ökumenischer Trauergottesdienst in der Lorenzkirche in Nürnberg mit Regionalbischöfin Elisabeth Hann von Weyhern für den ermordeten Polizisten statt. An dem Gottesdienst nahmen mehr als 1000 Beamte aus dem ganzen Bundesgebiet sowie der bayerische Innenminister Joachim Hermann, Landespolizeipräsident Wilhelm Schmidbauer, der mittelfränkische Polizeipräsident Johann Rast, Abordnungen von Polizeiverbänden aus ganz Deutschland und dem benachbarten Ausland (RAID u. a.) teil. Anlässlich des Gedenkgottesdienstes wurde Trauerbeflaggung an allen staatlichen Dienstgebäuden Bayerns angeordnet.
Zeitgleich zum Gottesdienstbeginn legten alle im Dienst befindlichen Polizeibeamten eine Schweigeminute ein. Dazu fuhren sie an den Straßenrand und schalteten das Blaulicht ein.

## Nach dem Todesfall
Ein SEK-Beamter, der am Polizeieinsatz in Georgensgmünd beteiligt war, beging am 27. Januar 2017 Suizid.